# Porto Real
Porto Real é um município brasileiro do estado do Rio de Janeiro. Localiza-se a uma latitude 22º25'11" sul e a uma longitude 44º17'25" oeste, estando a uma altitude de 385 metros. Sua população estimada em 2020 foi de 19.974 habitantes. Emancipou-se em 1995 de Resende. Ocupa uma área de 50,781 km². É reconhecida como a primeira colônia italiana no Brasil.

## História
Porto Real pertencia a Resende e foi distrito dela até 1995, quando obteve a sua emancipação político-administrativa. A história da cidade começa com uma referência a um vilarejo denominado “Minhocal”, cujas terras foram adquiridas por José de Souza Marques em 1800.
Com a morte deste, os herdeiros entraram em pé de guerra pelas linhas que dividiam as terras. A disputa foi tamanha que até foi solicitada a interferência do Rei, que decidiu pelo ganho de causa aos herdeiros. Em agradecimento, os herdeiros concederam ao rei uma grande porção de terra que virou um desembarcadouro as margens do Paraíba do Sul. A este deu-se o nome de PORTO REAL.
Porto Real foi utilizada como ponto de parada e descanso durante as  viagens de Pedro II "O Magnânimo", tendo a disposição na área um balneário e uma casa para seu uso.
Na década de 1870, Porto Real tinha ares de povoado com influência de natureza suíça e francesa.
Dom Pedro II, vendo o crescimento e desevolvimento da localidade (que produzia cana-de-açúcar em pequena escala e lavouras baseada na subsistência), criou então a Colônia de Porto Real e para fazer o “bolo” crescer ainda mais pensou em trazer imigrantes italianos para fomentar a plantação de cana.
E aí que entra a Sra. Clementina Tavernari, nativa de Concordia sulla Secchia, província de Módena, na Itália, que em 1874 foi a Itália, vinda do Brasil, para recrutar 50 famílias de lavradores no norte daquele país a fim de fundar, em Santa Catarina, um núcleo colonizador. Essa colônia teria o nome da Imperatriz Tereza Cristina. Seria o primeiro experimento de colonização italiana no Brasil.
Depois de inscritas as famílias para a viagem ao Brasil, o entrave era conseguir que algum órgão assumisse a responsabilidade em pagar - se fosse o caso - as despesas dessas famílias de regresso à pátria. Quem se responsabilizou - finalmente - já que a viagem estava se atrasando por essa razão - foi o Dr. Sterlih, um deputado italiano. Dessa forma foram concedidos os passaportes à famílias de Módena, Mântova, Ferrara, Parma e Reggio Emilia.
Embarcaram no navio "Anna Pizzono", dia 22 de Dezembro de 1874, que havia sido um navio da marinha mercante americana, do qual tiraram as máquinas, transformando-o num navio com 4 velas. Dessa forma o navio dependia de ventos o que, por vezes, alongou a viagem. O relato do Sr. Enrico Secchi cobre toda a viagem, os enjoos de praticamente todos os passageiros, tempestades no mar, brincadeiras de batismo de passagem da linha do Equador, sobre as quais todos tinham as mais estranhas ideias, e infelizmente - algumas doenças a bordo que resultaram - poucas - em mortes.
Chegaram na cidade do Rio de Janeiro dia 16 de Fevereiro de 1875. Grassava a febre amarela no Brasil, e por essa razão os imigrantes ficaram na hospedaria de onde embarcaram no dia 19, de trem, diretamente para Porto Real,de onde seguiriam para Santa Catarina. O Sr. Secchi se tornaria professor primário para os filhos dos colonos italianos, os quais foram acomodados em vários quartinhos erguidos à beira de um grande pátio. Receberam alimentos para sua sobrevivência e um pequeno salário durante 3 meses. Tinham um médico para atendê-los, que era o médico do pessoal da ferrovia de Barra do Piraí.
Ele conta que encontraram assentadas uma grande família suíça, duas famílias portuguesas das ilhas, uma espanhola e uma alemã. A senhora Malvazi (Nome que a Sra. Clementina adquiriu depois do divórcio com o Sr. Tavernari) ia e vinha do Rio de Janeiro afim de resolver o entrave burocrático da vinda dos colonos tratando com a Imperatriz sobre a transferência para Santa Catarina, o que o governo acabou por vetar devido a incidência daquela febre, a qual, acabou por vitimar aquela senhora.
Os colonos logo procuraram o Sr. Sechi dizendo que preferiam ficar em Porto Real e não ir mais para Santa Catarina. Argumentaram sobre as boas condições climáticas, o fato de ser perto da estação ferroviária e as boas relações com os outros colonos.
O Ministro da Agricultura e a Imperatriz foram consultados e logo mandaram engenheiros para subdividir em lotes de 10 hectares as melhores terras ainda não desmatadas. Os colonos começaram a trabalhar em seus lotes plantando cana de açúcar, à espera de que o governo ou uma empresa privada montasse um engenho para a produção de açúcar. Os engenheiros vieram do Rio para implantar engenho para a destilação do aguardente, quase no momento de perder a colheita por falta de local para seu processamento.  Felizmente, em 1874 se criou o Engenho Central de Porto Real, para receber os colonos italianos, que ali decidiram permanecer e trabalhar.  O então senhor do Engenho Central de Porto Real era o comendador Elói da Câmara, que, no ano de 1895, o alienou a Edward Pellew Wilson Junior, 1º Conde de Wilson, que revolucionou o Engenho Central, mandando vir da Inglaterra máquinas de tecnologia avançada, para beneficiar a cana-de-açúcar da região.  O Engenho Central de Porto Real se situava numa propriedade, que compreendia cinco fazendas de tamanho médio.  Foi no Engenho Central que o 1º Conde de Wilson (decreto de 8 de outubro de 1891, Dom Carlos I de Portugal), o cidadão brasileiro, súdito britânico e titular português contraiu uma doença, que veio a vitimá-lo a 24 de setembro de 1899.  Sucedeu como senhor do Engenho Central de Porto Real o comendador Eduardo Pellew Wilson (1858-1924), que, logo mandou construir uma estrada de ferro em suas terras de Porto Real, para que a produção beneficiada fosse transportada para o Porto do Rio de Janeiro.  A dita estrada de ferro existe até os nossos dias, assim como as duas locomotivas, hoje fora de uso, batizadas uma com o nome de Bissica, em homenagem à segunda esposa do comendador Eduardo Pellewj Wilson, D. Georgeanna de Sá Wilson (1866-1935), que era comendadeira da Igreja de Quatis, ao lado de Porto Real; a segunda locomotiva foi batizada de Belinha em homenagem à D. Isabel Ferreira, esposa de Silvio Betim Paes Leme, neto materno dos 1os. Condes de Wilson e neto paterno dos Marqueses de São João Marcos, na nobreza brasileira.  Em 1916, o Engenho Central de Porto Real foi tornado uma sociedade de ações, cuja maioria absoluta (50% = 1%) pertencia aos então senhores do Engenho Central de Porto Real, o comendador Eduardo Pellew Wilson e sua esposa, D. Georgeana de Sá Wilson.  Nesta data, passou a denominar-se o dito Engenho  Engenho Central Conde de Wilson, que foi alienado em 1927 ao comendador Morganti Cordella, numa conjuntura de crise do capitalismo mundial, que afetou a economia brasileira desde 1925, até culminar com a Quebra da Bolsa de Valores de 1929.  POsteriormente à propriedade do comendador Morganti Cordella, pertenceu o Engenho Central Conde de Wilson a França Junior, neto do criado da afamada Confeitaria Colombo, que mandou construir uma sede ao estilo das fazendas sulinas dos Estados Unidos.  A casa grande do então Engenho Central Conde de Wilson, composta de dois grandes blocos retangulares, o primeiro com escadaria dupla central, no qual servia de parte social, e o segundo, perpendicular ao primeiro e a este ligado na sua parte central, servindo degrande copa, cozinha e aposentos da criadagem.  Saía-se de lancha ao pé da sede do engenho, para navegar pelo rio Paraíba.  A capela do Engenho, por despacho de Sua Santidade o Papa, sob o senhorio do comendador Eduardo Pellew Wilson (1858-1934) era aberta à comunidade de colonos, que ali assistiam à missa, junto com os senhores do Engenho,que representavam o patriarcado local, num convívio de paz e de amizade mútuas, que D. Georgeanna bem soube construir, o que era próprio das grandes senhoras da época.  Os Wilson bem souberam reunir em Porto Real a boa sociedade do Rio de Janeiro, aparentados que eram com todos.
Porto Real, por ser próxima da capital era visitada por ministros e por embaixadores estrangeiros.
Dom Pedro II, quando da sua visita, foi recebido com grande festa pelos colonos. O contato entre os colonos e o Imperador foi bem próximo a ponto deste questioná-los se estavam satisfeitos e sendo bem tratados.
Nessa época foi formada uma companhia no Rio de Janeiro com o nome de "Paile Fine & Companhia" para a exploração de mandioca e batata-doce da qual tiravam um conhaque que estava bem cotado no comércio. Porém não havia grandes plantações, em Porto Real, desses produtos, tendo por outro lado grandes canaviais, aumentou-se então a construção que estava à margem direita do rio Paraíba do Sul, transformando-a para produção de açúcar, com o nome de Engenho Central de Porto Real.

### História Pós 2ª Guerra Mundial
Em 1946, houve no distrito de Porto Real, então pertencente ao município de Resende, o início da construção de um viaduto chamado Bulhões uma ponte em arco que cruzava a estrada Bulhões-Resende e que ganhou esse nome em referência ao bairro homônimo, que atualmente pertence ao município de Porto Real, emancipado em 5 de novembro de 1995. Em 19 de janeiro de 1951, aconteceu a entrega do Viaduto Bulhões, como parte integrante da inauguração da rodovia Presidente Dutra. Por conta de uma reforma na ponte que estava com a estrutura comprometida, a "Ponte dos Arcos", como era conhecida, foi implodida no dia 7 de Fevereiro de 2010. A 'Ponte dos Arcos' era a porta para também conhecido 'Retão de Resende', uma grande reta de cerca de 7 quilômetros que fica entre a divisa de Porto Real e Resende. O trabalho foi de responsabilidade da NovaDutra e contou com o apoio da Defesa Civil, Polícia militar, Polícia Rodoviária Federal, Corpo de Bombeiros, Polícia Civil e da Guarda Municipal de Porto Real.
Na madrugada de 18 de maio de 2023, parte da fachada do centro de distribuição da Coca-Cola FEMSA cedeu. O motivo ainda não foi confirmado, mas provavelmente foi causado pela infraestrutura acabada. Por se tratar de um edifício desligado, ninguém se feriu.

## Economia
Em fevereiro de 2001 foi inaugurada em Porto Real a primeira fábrica nacional da montadora PSA Peugeot Citroën, atual Stellantis. Com capacidade para produzir até 100 mil veículos por ano e gerando mais de 2.500 empregos na região, o parque industrial montado em Porto Real, envolveu um investimento de aproximadamente um bilhão de dólares. Em pouco tempo a região se tornou um importante polo automotivo.
Foi anunciada para o ano de 2007 a implantação do terceiro turno na linha de montagem. Em decorrência, o quadro de colaboradores diretos cresceu 28%, somando um total de 3.170 funcionários. A meta desejada é a produção de 27 unidades/hora, em função de melhorias nos métodos de manufatura e investimento na capacitação e treinamento dos funcionários.
Possui uma agência dos Correios (AC Porto Real) e uma agência dos correios comunitária (AGC Bulhões)
Agências bancárias: Banco do Brasil, Bradesco, Caixa Econômica Federal e Santander.
Principais indústrias: Coca-Cola (Coca-Cola Femsa), Stellantis, Guardian do Brasil, Galvasud, Faurencia, Volkswagen Caminhões e Ônibus.

## Infraestrutura

### Segurança e criminalidade
Polícia Militar
O policiamento ostensivo da cidade está a cargo da 3ª Companhia do 37º Batalhão de Polícia Militar (37º BPM/3ªCia), que ainda faz a guarda do fórum municipal, e controla, também, o destacamento da cidade de Quatis, além de um Posto de Policiamento Móvel (trailer) no Distrito de Falcão, também neste município, à beira da RJ-159, próximo à divisa com o município mineiro de Passa Vinte.
Corpo de Bombeiros
Ações de salvamento e combate a incêndios e sinistros no município ficam por conta do 23º Grupamento do Corpo de Bombeiros Militar do Estado do Rio de Janeiro (23º GBM), cujo quartel fica na cidade de Resende.
Polícia Civil
A Polícia Civil do Estado do Rio de Janeiro mantém no município a 100ª Delegacia Policial (100ª DP), subordinada à 9ª Coordenadoria Regional de Polícia do Interior (9ª CRPI), funcionando no Centro do município.
Guarda e Defesa Civil Municipais
A prefeitura também possui uma equipe de defesa civil, para monitoramento e auxílio da população em caso de desastres naturais, bem como mantém uma Guarda Municipal, responsável pela vigia do patrimônio público e organização do trânsito na cidade.

### Educação
Escolas Municipais
- Professora Eliana Provazi.
- Maria Hortência Nogueira.
- CIEP 487 Oswaldo Luiz Gomes.
- Patricia Pineschi.
- Cruz e Souza.
- José Ferreira.
- Marina Graciani. (Bulhoes)
- Sebastião Barbosa de Almeida. (Bulhoes)

Escolas Estaduais
- Colégio República Italiana.

Escolas Particulares
- Instituto Educacional de Porto Real.
- Colégio Arco-Íris/Beluma.